# Ісаак Дойчер
Ісаа́к До́йчер (3 квітня 1907 , Хшанув, Малопольське воєводство  — 19 серпня 1967 , Рим ) — польсько-британський історик, марксистський публіцист, біограф Лева Троцького та Йосипа Сталіна. Широке визнання здобула його тритомова біографія Троцького, яка мала значний вплив на формування британських «нових лівих» у 1960-х роках.

## Життєпис

### Ранні роки
Народився 3 квітня 1907 року в містечку Хшанув у Галичині, Австро-Угорщина (нині територія Польщі), в сім'ї ортодоксальних євреїв. Здобув традиційну релігійну освіту і в юності вважався вундеркіндом у вивченні Талмуду, проте у 13-річному віці втратив віру: Дойчер «випробував Бога», з'ївши некошерну їжу на могилі цадика (святої людини) на свято Йом-Кіпур. Коли нічого не відбулося, він став атеїстом. Ще підлітком він привернув увагу як поет, публікував вірші польською та їдишем, намагаючись поєднати єврейську та польську культурні традиції; також перекладав поезію з івриту, латини, німецької та їдишу на польську мову.

### Студентство й активізм
У 1920-х роках Дойчер навчався літератури, історії та філософії в Яґеллонському університеті, а з 1925 року продовжив освіту у Варшаві, де захопився економікою та марксистською теорією. 1927 року він вступив до підпільної Комуністичної партії Польщі (КПП) і незабаром став одним з редакторів партійної нелегальної преси. У 1931 році відвідав СРСР, спостерігаючи перші результати сталінської п'ятирічки; йому пропонували викладацькі посади в Московському та Мінському університетах, але Дойчер відмовився й повернувся до підпільної роботи в Польщі. Усередині КПП він виступив проти сталіністської лінії Комінтерну, що оголошувала соціал-демократів «соціал-фашистами», та організував першу внутрішньопартійну антисталіністську групу. 1932 року Дойчера виключили з КПП за «перебільшення загрози фашизму й поширення паніки», оскільки в опублікованій ним статті «Небезпека варварства над Європою» він закликав соціалістів і комуністів до єдиного фронту проти нацизму. Після розриву з КПП Дойчер став об'єктом різкої критики з боку сталіністських кіл: починаючи з 1930-х років його таврували як «ренегата» та «зрадника» за відступництво від офіційної лінії; в СРСР його роботи не публікували.

### Повоєнна еміграція
У квітні 1939 року, напередодні Другої світової війни, Дойчер виїхав до Великої Британії як кореспондент єврейської газети, чим фактично врятував своє життя. Після окупації Польщі нацистами його зв'язок з батьківщиною обірвався і він більше ніколи не бачив своєї родини. Британське підданство він отримав 12 травня 1949 року. У повоєнний період Дойчер заприятелював з українським марксистом Романом Роздольським. Ця приязнь збереглась між ученими та тривала аж до смерті Дойчера, хоча траплялися між ними й періодичні конфлікти на політичному тлі.
Дойчер самотужки вивчив англійську мову і почав співпрацювати з британськими виданнями. Незабаром він став постійним оглядачем впливового тижневика «Економіст» та писав як європейський кореспондент для газети «Обзервер» під псевдонімом Peregrine. У той же період він долучився до троцькістської «Революційно-соціалістичної ліги». 1940 року вступив до формованої у Британії Польської армії, проте був інтернований владою як «політично неблагонадійний». Звільнений у 1942-му, після чого повернувся до журналістики і став експертом «Економісту» з військових питань та радянських справ. Після війни Дойчер залишив щоденну журналістику і зосередився на письменницькій та дослідницькій праці. 1947 року він одружився з письменницею й однодумицею Тамарою Фрімер, яка взяла його прізвище. 1950 року в подружжя народився син Мартін.

### Подальша праця й останні роки
Надалі основним внеском Дойчера в політичне життя стали його публіцистика, історичні дослідження та публічні виступи. Він залишався незалежним марксистом, критично налаштованим як до капіталістичного Заходу, так і до СРСР. Першою великою книгою Дойчера була «Сталін: політична біографія» (англ. Stalin: A Political Biography, 1949), яка закріпила за ним репутацію одного з провідних знавців радянської історії.
У березні 1949 року письменник Джордж Орвелл, у межах співпраці з британськими спецслужбами, включив ім'я Дойчера (з приміткою «симпатизант») до таємного списку осіб із прокомуністичними поглядами.
Наймасштабнішою роботою автора стала трилогія про Лева Троцького: «Пророк озброєний», (1954), «Пророк без зброї», (1959) і «Пророк у вигнанні» (1963). Для написання цієї біографії Дойчер здійснив ґрунтовне дослідження архівів Троцького в Гарвардському університеті, отримавши доступ навіть до закритих матеріалів (через вдову революціонера Наталю Седову). Дойчер також планував написати книгу про Володимира Леніна, але не встиг втілити цей задум до кінця життя. У 1960-ті роки, на тлі піднесення лівих рухів, Дойчер став популярним оратором на університетських кампусах Британії та США. Зокрема, у 1965 році він виступив на студентських зборах проти війни у В'єтнамі (Берклі, США), де тисячі слухачів слухали його промову щодо засудження перегонів озброєнь і політики Холодної війни. 1966—1967 року Дойчер читав лекції в Кембриджському університеті, які згодом вийшли друком у книзі «Незавершена революція». Помер раптово 19 серпня 1967 року в Римі (Італія) у віці 60 років, коли перебував там для участі в телепостановці про останні роки Троцького.

## Погляди та вплив
Як мислитель-марксист Дойчер розрізняв класичний марксизм і його вульгаризовані версії. Дойчер залишався відданим комуністичним ідеалам, поєднуючи це з гострою критикою сталінізму. Ще на початку 1930-х він серед перших у комуністичному русі відкрито виступив проти політики Сталіна, за що був заклеймований радянською стороною. Дойчер був ідейно близьким до троцькізму. Він вважав, що ідеї Троцького не втратили актуальності після його загибелі, і намагався інтерпретувати їх у світлі нових історичних обставин. Дойчер різко засуджував репресії, догматизм і культ особи в СРСР, проте вважав радянський досвід історично прогресивним у тому сенсі, що він знищив старі феодально-капіталістичні порядки та здійснив модернізацію відсталої країни.
Важливим складником світогляду Дойчера було його єврейське походження та ставлення до сіонізму. Попри атеїзм, Дойчер наголошував на значенні своєї єврейської культурної спадщини і ввів поняття «неєврейський єврей» для характеристики світських, інтернаціоналістично налаштованих єврейських інтелектуалів. До Другої світової війни Дойчер виступав рішуче проти сіонізму як руху, що суперечить ідеалам інтернаціонального соціалізму. Після Голокосту Дойчер почав припускати, що створення Ізраїлю є історично зрозумілим і, можливо, неминучим кроком для забезпечення притулку єврейським уцілілим. У 1960-х роках Дойчер різко засуджував Ізраїль через його небажання визнати позбавлення палестинців їхніх земель, а після Шестиденної війни 1967 року він закликав Ізраїль вивести війська з окупованих територій.
На його честь у Великій Британії засновано щорічну Премію Ісаака Дойчера, яку з кінця 1960-х років присуджують авторам найкращих нових праць марксистської інтелектуальної традиції.